# دام دوایر

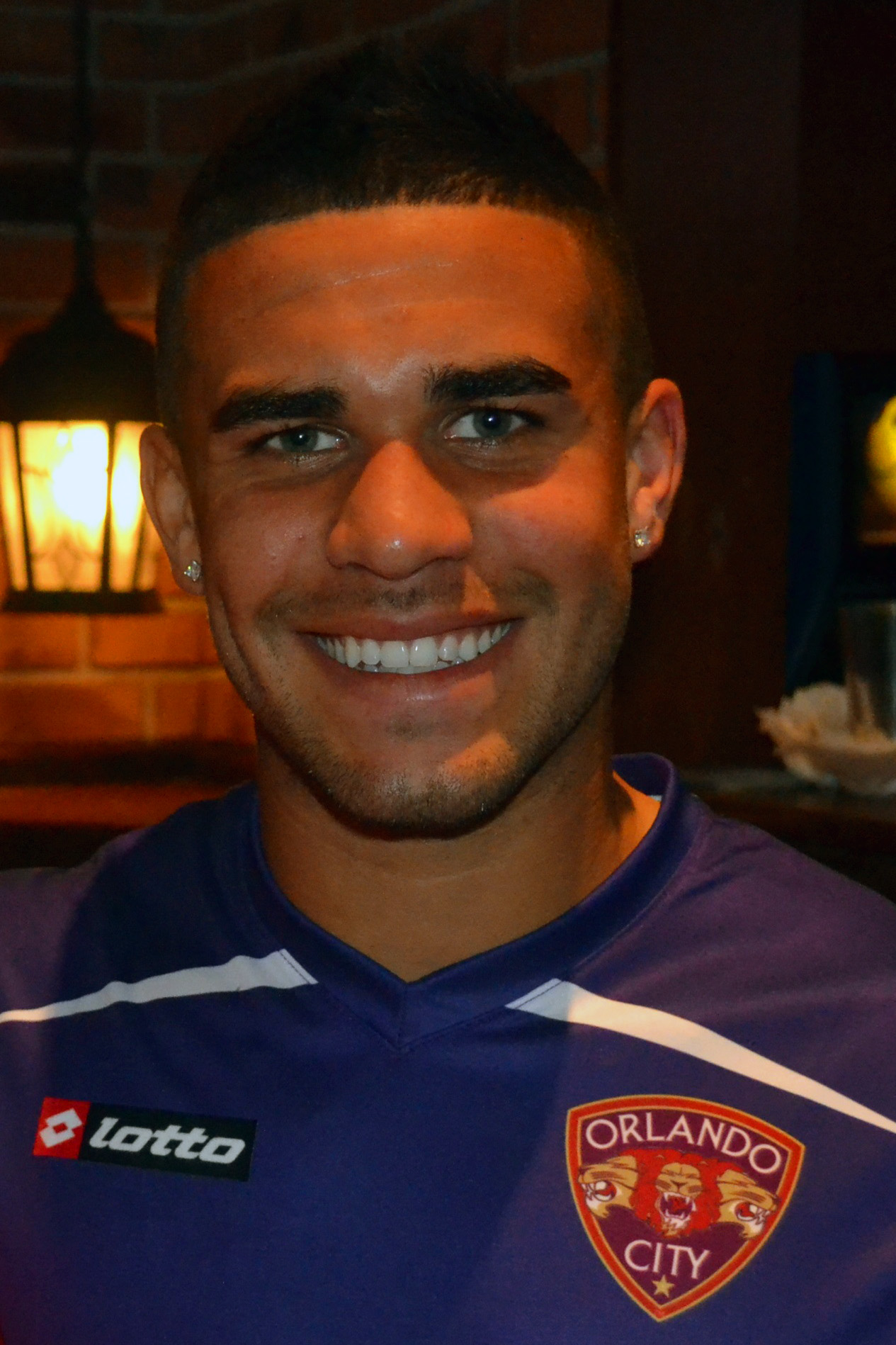
دام دوایر

دام دوایر (Dom Dwyer) بازیکن فوتبال اهل انگلستان است.
او هم‌اکنون بازیکن باشگاه اسپورتینگ کانزاس سیتی است.
همسر او سیدنی لرو بازیکن فوتبال و عضو تیم ملی فوتبال زنان ایالات متحده آمریکا است.